# Рибниц-Дамгартен
Рибниц-Дамгартен (њем. Ribnitz-Damgarten, пољ. Rybnica-Dębogóra) град је у њемачкој савезној држави Мекленбург-Западна Померанија. Једно је од 64 општинска средишта округа Нордфорпомерн. Према процјени из 2010. у граду је живјело 16.309 становника. Посједује регионалну шифру (AGS) 13057074.

## Географски и демографски подаци
Рибниц-Дамгартен се налази у савезној држави Мекленбург-Западна Померанија у округу Нордфорпомерн. Град се налази на надморској висини од 5 метара. Површина општине износи 122,2 km². У самом граду је, према процјени из 2010. године, живјело 16.309 становника. Просјечна густина становништва износи 133 становника/km².